# Episodi di Robot Chicken (ottava stagione)
L'ottava stagione della serie animata Robot Chicken, composta da 20 episodi, è stata trasmessa negli Stati Uniti, da Adult Swim, dal 25 ottobre 2015 al 15 maggio 2016. 
In Italia la stagione è stata interamente pubblicata il 1º gennaio 2022 su Prime Video.
| n° | Titolo originale                                  | Titolo italiano                                      | Prima TV USA     | Pubblicazione Italia |
| -- | ------------------------------------------------- | ---------------------------------------------------- | ---------------- | -------------------- |
| 1  | Garbage Sushi                                     | Sushi immondizia                                     | 25 ottobre 2015  | 1º gennaio 2022      |
| 2  | Ants on a Hamburger                               | Formiche su hamburger                                | 1º novembre 2015 | 1º gennaio 2022      |
| 3  | Zeb and Kevin Erotic Hot Tub Canvas               | Tela erotica di Zab e Kevin nella vasca da bagno     | 8 novembre 2015  | 1º gennaio 2022      |
| 4  | Cheese Puff Mountain                              | Montagna di palline al formaggio                     | 15 novembre 2015 | 1º gennaio 2022      |
| 5  | Cake Pillow                                       | Cuscino-torta                                        | 22 novembre 2015 | 1º gennaio 2022      |
| 6  | Zero Vegetables                                   | Zero verdure                                         | 6 dicembre 2015  | 1º gennaio 2022      |
| 7  | Robot Chicken Christmas Special: The X-Mas United | Lo speciale di Natale di Robot Chicken: X-Mas United | 13 dicembre 2015 | 1º gennaio 2022      |
| 8  | Joel Hurwitz                                      | Joel Hurwitz                                         | 3 gennaio 2016   | 1º gennaio 2022      |
| 9  | Blackout Window Heat Stroke                       | Colpo di calore da vetri oscuranti                   | 10 gennaio 2016  | 1º gennaio 2022      |
| 10 | The Unnamed One                                   | L'innominato                                         | 17 gennaio 2016  | 1º gennaio 2022      |
| 11 | Fridge Smell                                      | Puzza di frigo                                       | 13 marzo 2016    | 1º gennaio 2022      |
| 12 | Western Hay Batch                                 | Carico di fieno occidentale                          | 20 marzo 2016    | 1º gennaio 2022      |
| 13 | Triple Hot Dog Sandwich on Wheat                  | Hot-dog triplo strato con pane integrale             | 27 marzo 2016    | 1º gennaio 2022      |
| 14 | Joel Hurwitz Returns                              | Il ritorno di Joel Hurwitz                           | 3 aprile 2016    | 1º gennaio 2022      |
| 15 | Hopefully Salt                                    | Speriamo che sia sale                                | 10 aprile 2016   | 1º gennaio 2022      |
| 16 | Yogurt in a Bag                                   | Yogurt in busta                                      | 17 aprile 2016   | 1º gennaio 2022      |
| 17 | Secret of the Flushed Footlong                    | Il segreto dello sfilatino scaricato                 | 24 aprile 2016   | 1º gennaio 2022      |
| 18 | Food                                              | Cibo                                                 | 1º maggio 2016   | 1º gennaio 2022      |
| 19 | Not Enough Women                                  | Non abbastanza donne                                 | 8 maggio 2016    | 1º gennaio 2022      |
| 20 | The Angelic Sounds of Mike Giggling               | Il suono angelico delle risatine di Mike             | 15 maggio 2016   | 1º gennaio 2022      |

## Sushi immondizia
- Titolo originale: Garbage Sushi
- Diretto da: Tom Sheppard
- Scritto da: Mike Fasolo, Seth Green, Matthew Senreich, Mehar Sethi, Tom Sheppard e Brian Wysol

### Trama
Godzilla e Jason Voorhees si affrontano nell'anno 2023; Gesù ei suoi discepoli fanno parte di un pubblicità di cereali per colazione chiamati Holy-Os; in una situazione di stallo con la polizia, una tartaruga, dopo aver rapinato una banca, cerca di salvarsi nascondendosi nel suo guscio, ma alla fine viene ucciso da una granata; Manny tuttofare viene deportato da Bob aggiustatutto; un mix tra un dinosauro Magic Grow e la medicina del cuore della nonna porta a conseguenze disastrose; uno spot televisivo del Chew Blast Gum incoraggia a tirare con una fionda delle gomme da masticare alle persone anziane; Capitan Planet è stato promosso generale; La sorella di Nicki Minaj, Nicki MorGaj, si offre per rifinanziare le case dei suoi produttori; arriva la festa di compleanno a sorpresa di Cylone; parodia delle canzoni de Il treno dei dinosauri; Mr. Magoo prende inavvertitamente una spada da un membro della Yakuza e li uccide tutti; Thanos è riuscito ad avere Il guanto dell'infinito, ma ha qualcosa da ridire sul suo guardaroba; strani rituali di accoppiamento tra sirene; il bambino de La piccola fiammiferaia impazzisce per il troppo potere di cui può usufruire.
- Guest star: Thomas Lennon, Freddie Prinze, Jr. (Manny tuttofare), George Takei (annunciatore della battaglia tra Godzilla e Jason).

- Ascolti USA: telespettatori 1.179.000 –rating/share 18-49 anni[5].

## Formiche su hamburger
- Titolo originale: Ants on a Hamburger
- Diretto da: Tom Sheppard
- Scritto da: Mike Fasolo, Seth Green, Matthew Senreich, Mehar Sethi, Tom Sheppard e Brian Wysol

### Trama
l personaggi di Aaahh!!! Real Monsters si riuniscono per pensare un modo per spaventare le persone con Samara di The Ring; Hulk chiama per lamentarsi degli addebiti sulla bolletta della TV via cavo; un uomo viene posseduto da un ragno e procede a urinare e twerkare; l'Uomo Grizzly viene sbranato da tre orsi che ha vestito da umani; un capitolo buio della storia americana ottiene un po' di leggerezza in Twelve Years a Clown; la ragazza fantasma di The Ring ha la sua videocassetta maledetta trasferita su DVD; a Pippo viene diagnosticato l'autismo; Fonzie affronta un'orda di zombi; una saponetta perversa; un colono americano vende la sua campana per due dollari; due adolescenti che guardano video di gatti online si scontrano con la spaventosa bambina di The Ring, mandandoli un gatto attraverso lo schermo per ucciderli; il Nerd sogna di essere nei programmi di The CW.

## Tela erotica di Zab e Kevin nella vasca da bagno
- Titolo originale: Zeb and Kevin Erotic Hot Tub Canvas
- Diretto da: Tom Sheppard
- Scritto da: Mike Fasolo, Seth Green, Matthew Senreich, Mehar Sethi, Tom Sheppard e Brian Wysol

### Trama
Quando Plutone non viene invitato alla "Festa dei Pianeti", i suoi compagni pianeti nani Eris e Cerere insistono nell'organizzare una festa tutta loro, tuttavia gli altri pianeti lasciano che Plutone torni al suo posto con la promessa di favori sessuali; una stitica Samantha Stephens; Pickle Joe, che rovina gli scketch dal 1865, colpisce ancora quando sostituisce i vasetti di marmellata con vasetti del suo stesso seme; la polizia scambia le urla della Pee-wee's Playhouse come una situazione con degli ostaggi; Il gabinetto di Adam Richman scappa via; Prince si fa una doccia di pioggia viola, che si rivela essere fluido di trasmissione; Seth Green e Matthew Senreich presentano sketch di serie che non hanno mai visto tra cui The Good Wife, Autostop per il cielo e Deadwood; Joker mostra il suo rispetto per Ronald McDonald; una madre cerca di trovare una bambola American Girl che assomigli esattamente alla sua figlia viziata; Dott. Smith si chiede perché il robot non lo menzioni mai nei suoi avvertimenti, portando il robot a insinuare che Smith sia un molestatore di bambini; Steve Aoki viene reclutato per giocare nella Major League Baseball per i Los Angeles Dodgers; gli agenti della S.H.I.E.L.D. hanno un disperato bisogno di un eroe; La famiglia della giungla aumenta il contenuto di documentari sulla natura in modo che possano rimanere rilevanti sulla TV via cavo.

## Montagna di palline al formaggio
- Titolo originale: Cheese Puff Mountain
- Diretto da: Tom Sheppard
- Scritto da: Mike Fasolo, Seth Green, Matthew Senreich, Mehar Sethi, Tom Sheppard e Brian Wysol

### Trama
Golia di Gargoyles - Il risveglio degli eroi si trasforma in pietra e si copre di escrementi di piccione; Todd manda una foto del suo pene a Stacy; marito e moglie si sorprendono a vicenda; le mani di un merciaio sanguinano per colpa del cappello di Oddjob; Godzilla distrugge una città con uno squalo conficcato nell'inguine; Dottor Manhattan va in delirio con tre donne; KITT viene sequestrata e Michael Knight entra su Saetta McQueen di Cars - Motori ruggenti; un passeggero a bordo di un aereo pilotato da Mr. Peanut ha un'allergia alle arachidi; Douglas Quaid di Atto di forza è disgustato da Kuato; uno squalo con un coltello si adatta all'ambiente umano; due T Rex combattono con le loro piccole zampe; Peter Pan sceglie Stinker Bell al posto di Trilli; la PAW Patrol deve salvare gli animali da due case sugli alberi in fiamme; la banda di Scooby-Doo osserva l'abbondanza di luoghi abbandonati nella loro zona; Gul Madred cattura e tortura un Jean-Luc Picard denudato in un game show; Yakko Warner di Animaniacs canta una canzone sul Kāma Sūtra.

## Cuscino-torta
- Titolo originale: Cake Pillow
- Diretto da: Tom Sheppard
- Scritto da: Mike Fasolo, Shelby Fero, Seth Green, Joel Hurwitz, Matthew Senreich e Tom Sheppard

### Trama
La richiesta di un rapporto sessuale da parte di un ghostwriter viene fraintesa come un indizio riguardo ad un ladro di zaini; il gioco Dream Phone ora include una telefonata oscena; lo Scuolabus Magico fa un ultimo viaggio; i Transformers ottengono un nuovo membro: Jeffrey Tambor di Transparent; i Teletubbies guardano un porno quando il sole tramonta; il finale contorto di Planet of the Apes - Il pianeta delle scimmie ottiene un altro colpo di scena; i Wonder Pets mandano un vitello al macello; un papà viene minacciato da un mostro nell'armadio della camera da letto di suo figlio; Diario di una nerd superstar è diventato un gioco da tavolo; Veruca Salt ottiene un Umpa Lumpa nella band; la storia dietro un cimitero indiano; una creatura marina urina sulla roba di due nuotatori; le Banane in pigiama ricevono notizie scioccanti dal dottore; i personaggi di Archie Comics appaiono in Are You The One?.

## Zero verdure
- Titolo originale: Zero Vegetables
- Diretto da: Tom Sheppard
- Scritto da: Mike Fasolo, Shelby Fero, Seth Green, Joel Hurwitz, Matthew Senreich e Tom Sheppard

### Trama
Lo Skip-It di una bambina si trasforma in un'arma mortale; Anastasia Steele entra in una relazione sadomaso con Uncle Pennybags del gioco da tavolo Monopoly; una versione troncata del film Footloose; Mrs. Butterworth's diventa inappropriato; un Michael Bay denuto difende il suo ultimo sequel per Transformers; il panino di un ufficiale nazista scompare e Adolf Hitler potrebbe averlo preso; un membro del Club di Mezzanotte di Hai paura del buio? viene criticato per non aver seguito le regole di titolazione delle storie; i rapitori di King Kong dimenticano di portarlo in bagno e Kong finisce per inondare il pubblico con la sua urina; nel 1692, Panna Inacidita testimonia al Processo alle streghe di Salem in un rifacimento de Il crogiuolo.

## Lo speciale di Natale di Robot Chicken: X-Mas United

Babbo Natale traveste il nerd da elfo dopo essersi intruffolato nell'edificio

- Titolo originale: The Robot Chicken Christmas Special: The X-Mas United
- Diretto da: Tom Sheppard
- Scritto da: Mike Fasolo, Shelby Fero, Seth Green, Joel Hurwitz, Matthew Senreich e Tom Sheppard

### Trama
Il Nerd di Robot Chicken scopre che il suo vero padre è Babbo Natale e cerca di trovarlo alla vigilia di Natale.

## Joel Hurwitz
- Titolo originale: Joel Hurwitz
- Diretto da: Tom Sheppard
- Scritto da: Mike Fasolo, Shelby Fero, Seth Green, Joel Hurwitz, Matthew Senreich e Tom Sheppard

### Trama
Una tensione sessuale tra una coppia di paracadutisti; Barbie e Ken salvano Skipper dall'essere un concorrente riluttante in Bone Bus; l'impollinazione in TV viene vietata ai minori; mentre visita Casa Foster, una bambina sceglie Tyler Durden di Fight Club; i salmoni raggiungono Spawn in un fiume; Wolverine e Jean Grey appaiono in un reality show sugli ex amanti che vivono insieme; Dio si unisce a Riddick per distruggere gli alieni; tutti i crimini, anche quelli irrilevanti, vengono commessi ne La notte del giudizio, una pecora di Minecraft viene sedotta; la vita di Pinocchio da vero ragazzo è tristemente di breve durata; viene mostrato come è nato l'ultimo unicorno; ad un mostro di palude gli piace la maestra; dei mimi rapinano una banca; Predator viene filtrato attraverso il reality show The Bachelor della ABC.

## Colpo di calore da vetri oscuranti
- Titolo originale: Blackout Window Heat Stroke
- Diretto da: Tom Sheppard
- Scritto da: Deidre Devlin, Jeff Eckman, Mike Fasolo, Seth Green, J.T. Krull e Matthew Senreich

### Trama
Panna Inacidita sventa il crimine; una mela in un distributore automatico vuole morire; si scopre perché esistono gli M&M's marroni; Dynasty con la partecipazione delle anatre e di Joan Collins; un cane nunchaku morde un estraneo; Falcon Crest con veri falchi; Kool-Aid Man è costretto a servire da bere a una setta suicida; Willy Wonka dà la sua fabbrica di cioccolato a Charlie e lo prepara per essere incriminato in tribunale; Ickis di Aaahh!!! Real Monsters viene rifiutato dalla Monsters University; Il ranger solitario si rifiuta di combattere l'ingiustizia dell'uomo bianco che prende la terra di Tonto; delle meduse al bar; un unicorno pervertito aiuta un fantino a vincere una corsa di cavalli.

## L'innominato
- Titolo originale: The Unnamed One
- Diretto da: Tom Sheppard
- Scritto da: Deidre Devlin, Jeff Eckman, Mike Fasolo, Seth Green, J.T. Krull, Matthew Senreich e Tom Sheppard

### Trama
Allo scienziato di Robot Chicken viene tagliato il via cavo e successivamente ripristinato per onorare il 150º episodio della serie; Mike di The Blair Witch Project viene trovato in piedi in un angolo; un'anziana signora ha difficoltà a individuare un procione in uno schieramento poliziesco; Double Dare manda in onda un'edizione speciale dedicata all'infedeltà; Gonzo e la sua gallina scoprono se diventeranno genitori; Oprah Winfrey dà il benvenuto a Cthulhu in un episodio del suo talk show; Galactus fa audizioni per i nuovi araldi; dei rubinetti a dado ad un funerale; Robin usa la Batmobile come corriere Lyft; una donna esce dal treno dopo aver assaggiato un biscotto Thin Mint Girl Scout; un uomo vuole avere un rapporto sessuale con un dinosauro in un episodio di Fantasilandia; un uomo dorme con un Game Genie e viene catturato dal NES; Leonida e il suo esercito spartano cenano letteralmente all'inferno; un ragazzo si immagina in una versione sessuale di Nickelodeon Guts; un'assemblea scolastica con il rap e Carrot Top; Aladdin e Jasmine hanno un rapporto sessuale; una squadra di topi supereroi viene attaccata da un gatto.

## Puzza di frigo
- Titolo originale: Fridge Smell
- Diretto da: Tom Sheppard
- Scritto da: Deidre Devlin, Jeff Eckman, Mike Fasolo, Seth Green, J.T. Krull e Matthew Senreich

### Trama
Paul Edgecomb accompagna John Coffey lungo il Miglio Verde, tuttavia deve tornare indietro quando dimentica le chiavi; I Dissennatori di Harry Potter scioperano per un lungo pranzo; Kel Kimble di Kenan & Kel conforta suo figlio mezzo ragazzo e mezzo aranciata; due ragazzi immaginano quale personaggio "Ranger" della cultura pop potrebbe vincere in un combattimento; a un bambino posseduto viene concessa una pausa durante la cena; una parodia di Skylanders: Trap Team; Oskar Schindler ha una lista della spesa e il cliente dietro di lui si rende conto di essere in uno sketch di Robot Chicken; Optimus Prime diventa un giurato; Zelda di Legend of Zelda ha delle flatulenze a letto; il Maestro Splinter parla di come avviene un rapporto sessuale alle Tartarughe Ninja; un cane sterilizzato ha un cambiamento di personalità; due adolescenti che cercano di mascherare un crimine vengono attaccati da un motorino infestato; John Coffey viene mandato sulla sedia elettrica.

## Carico di fieno occidentale
- Titolo originale: Western Hay Batch
- Diretto da: Tom Sheppard
- Scritto da: Deidre Devlin, Jeff Eckman, Mike Fasolo, Seth Green, J.T. Krull e Matthew Senreich

### Trama
Una coppia di anziani rimane incastrata nell'ano di un mostro contro cui i Power Rangers stanno combattendo; l'auto di Speed Racer non è veloce come pensa; Dio è indignato quando il creatore di Minecraft afferma di avere più soldi di lui; Obi-Wan Kenobi prende la strada maestra mentre combatte contro Anakin Skywalker; un venditore di assicurazioni a un talent show; Bigfoot diventa una pornostar; Mr. Bill si vendica di Sluggo e Mr. Hands; Kermit dei Muppet Babies viene ucciso mentre imita King Kong; Il Cupo Mietitore trova la sua veste rubata; Mikey di Nick Arcade viene fatto esplodere; Dracula visita un dottore; due bambini trovano Winnie the Pooh nel bosco; viene mostrato cosa succede in una doppia gang bang; Terminator impedisce a Eva di mangiare il frutto proibito nel Giardino dell'Eden.

## Hot-dog triplo strato con pane integrale
- Titolo originale: Triple Hot Dog Sandwich on Wheat
- Diretto da: Tom Sheppard
- Scritto da: Deidre Devlin, Mike Fasolo, Seth Green, Joel Hurwitz, Jason Reich e Matthew Senreich

### Trama
Le orche vengono usate come piattelli nel tiro a volo; l'impressione di Michael Jackson su un fantasma; Jon Snow fa appello alla Kiss Army; Baby Alive ha problemi di flatulenze; degli stranieri irregolari; Lex Luthor cerca una casa nel reality Fratelli in affari; una coppia tenuta in ostaggio usa il sesso come codice Morse; il marchio di My Little Pony viene tatuato su un fondoschiena; il perduto Undicesimo Comandamento; le conseguenze del fumo nei cartoni animati classici come il Bruco di Alice nel Paese delle Meraviglie, Fred Flintstone, La Pantera Rosa e Olivia Oyl; gli ultimi momenti di Abraham Lincoln; Il mostro Connor suona una canzone; L'ispettore Gadget viene trasformato in un drone; una giraffa vestita da Sherlock Holmes dimentica le sue battute; gli assegni di uno Yeti vengono respinti; Riccioli d'oro ha una relazione con papà orso.

## Il ritorno di Joel Hurwitz
- Titolo originale: Joel Hurwitz Returns
- Diretto da: Tom Sheppard
- Scritto da: Deidre Devlin, Mike Fasolo, Seth Green, Joel Hurwitz, Jason Reich e Matthew Senreich

### Trama
Il Robot Piegatore lascia in fin di vita un uomo innocente per placare il suo feticcio per la masturbazione; si scopre che non c'è niente al National Air and Space Museum; Daredevil non è l'unico con poteri basati sulla perdita di uno dei suoi sensi; James Bond gioca al gioco da tavolo Mastermind; delle zebre si drogano; un campione di Simon fa il suo lavoro al Taco Bell; Solid Snake è bloccato sul water in Metal Gear Solid; uno sketch rifiutato che coinvolge delle crocchette di patate; si scopre che il segnale acustico di una stanza d'ospedale non proviene dal monitor cardiaco di un uomo morente; uno dei Popples ha una bocca ripugnante; gli uomini e i cavalli del re non riescono a rimettere insieme Unto Dunto; una versione disgustosa di 4 amiche e un paio di jeans; uno strip club religioso; la filastrocca Five Little Monkeys ha un finale realistico; i Micronauti ottengono un nuovo sistema di trasporto.

## Speriamo che sia sale
- Titolo originale: Hopefully Salt
- Diretto da: Tom Sheppard
- Scritto da: Deidre Devlin, Mike Fasolo, Seth Green, Joel Hurwitz, Jason Reich e Matthew Senreich

### Trama
Un combattimento di Mortal Kombat; un orso polare si intrufola nella Fortezza della Solitudine di Superman e ottiene i suoi poteri; un lupo travestito da pecora ha una crisi d'identità; i granchi fanno il salto con la corda; i vigili del fuoco del Game & Watch salvano le persone da un edificio in fiamme; Paperone, nuotando tra le sue monete d'oro, viene attaccato da uno squalo fatto di monete; Il Nerd ha un'esperienza di pre-morte; un adulto in Sei più intelligente di un bambino di quinta elementare; Link sgancia il reggiseno della Principessa Zelda; Clarice Starling ricorda cosa stavano urlando gli agnelli in una parodia de Il silenzio degli innocenti; un ragazzo si lamenta del Dr. Pepper; Barbie finge la sua morte e Ken è accusato di averla uccisa; una parodia con Stephen Hawking; Le Tartarughe Ninja ottengono armi militari.

## Yogurt in busta
- Titolo originale: Yogurt in a Bag
- Diretto da: Tom Sheppard
- Scritto da: Deidre Devlin, Mike Fasolo, Seth Green, Joel Hurwitz, Jason Reich e Matthew Senreich

### Trama
Una spogliarellista in un donkey show immagina come sarebbe la sua vita con un My Little Pony a Equestria; una parodia con Slash; dei pedoni che attraversano la strada vengono colpiti; il posto al cinema di Liam Neeson viene "preso"; Evel Knievel fa un ultimo giro in bicicletta; una francese aspetta che il marito ghigliottinato le risponda; Polly Pocket e i suoi amici vengono abbordati dai pirati somali; un anziano ci prova con una donna anziana al bar; il gangster Faccia da Waffle racconta la storia di come ha ottenuto il suo nome; un secchione risolve un cubo di Rubik; Zoltar la Macchina della Fortuna è un pervertito; Doug diventa un orribile cabarettista; Buffalo Bill usa Tinder ne Il silenzio degli innocenti; i Radcliffe si liberano dei loro 101 dalmata dopo che il dottore dice loro che sono inclini all'incesto e alla pedofilia; Pelleossa fa causa alle ragazze della Monster High per aver copiato i suoi giochi di parole macabri.

## Il segreto dello sfilatino scaricato
- Titolo originale: Yogurt in a Bag
- Diretto da: Tom Sheppard
- Scritto da: Mikey Day, Mike Fasolo, Shelby Fero, Seth Green, Matthew Senreich, Mehar Sethi e Erik Weiner

### Trama
Angela Lansbury recita in una versione aggiornata de La signora in giallo; una bottiglia di shampoo canta sul fatto di essere stata strofinata sui capelli e sui testicoli di un uomo; Seth Green racconta la storia di come si è ammalato durante le riprese di una pubblicità di Burger King quando era bambino; le bambole American Girl hanno un tea party che diventa imbarazzante quando Addy Walker rivela di essere cresciuta durante i tempi della schiavitù; Krang delle Tartarughe Ninja è ad un appuntamento al buio; KITT di Supercar viene abusata; la sigla di apertura de La famiglia Brady ottiene una scioccante versione estesa che spiega cosa è successo al primo marito di Carol; una formica carpentiere fa l'ultimo sacrificio per una specie di insetto; una mamma vuole sapere dove si trova il suo pene; una raccolta di battute d'azione respinte di Will Smith da Independence Day; Wally dei libri Dov'è Wally riceve un messaggio; i giocattoli di Toy Story incontrano un nuovo giocattolo dal sito Web Goop di Gwyneth Paltrow; gli americani e i terroristi musulmani si alleano quando entrambi rivelano il loro odio per Adobe Reader Update; il piccolo tostapane cerca di tostare un bagel; Huey Lewis presenta una canzone rifiutata nel primo film di Ritorno al futuro.

## Cibo
- Titolo originale: Food
- Diretto da: Tom Sheppard
- Scritto da: Mikey Day, Mike Fasolo, Shelby Fero, Seth Green, Matthew Senreich, Mehar Sethi e Erik Weiner

### Trama
Il rap di Walter White di Breaking Bad passa in secondo piano per colpo del figlio invalido; la tuta EXO di Kaz viene inondata di diarrea; Swiper di Dora l'esploratrice recita in una parodia di American Sniper; Max Action è accusato di aver assunto cocaina; un serpente velenoso aiuta uno sfortunato in Charlie's Angels; tre rapinatori di banche diventano concorrenti nel game show Cash Cab; James Bond ordina qualcosa di diverso al bar; le cavallette si vantano di avere rapporti sessuali; una scena di interrogatorio è recitata in filastrocca; Marlon Brando mangia burro invece di usarlo sessualmente in una parodia di Ultimo tango a Parigi; Il Chupacabra parla di essere un G.O.A.T.; Remy di Ratatouille aiuta Alfredo con la sua vita sessuale; un canguro viene arrestato con l'accusa di taccheggio; Crystar si frantuma quando una signora canta come parte di un'opera; il Bigfoot diventa un ufficiale di polizia alla guida di un monster truck.

## Non abbastanza donne
- Titolo originale: Not Enough Women
- Diretto da: Tom Sheppard
- Scritto da: Mikey Day, Mike Fasolo, Shelby Fero, Seth Green, Matthew Senreich, Mehar Sethi e Erik Weiner

### Trama
Dora l'esploratrice e Boots vengono messi all'angolo da dei gorilla; Tupac, Biggie Smalls e Aaliyah vengono resuscitati per una traccia di Suge Knight; Dart Fener impara a chiedere scusa dopo aver realizzato che la principessa Leila Organa è sua figlia; Jurassic Park ottiene un nuovo nome; Willy Wonka non riesce ad aprire la porta principale della sua fabbrica di cioccolato; una festa su un omicidio misteriosa viene interrotta; uno spettacolo da travestito di Bugs Bunny fa pensare che sia transessuale; Terminator cambia il futuro rimanendo nel passato; le audizioni di David Copperfield per Magic Mike; delle anguille che suonano percussioni; Eagle Force cambia nome dopo la morte della mascotte; Soundwave si rilassa; un osceno limerick basato su Lo Hobbit; Edna Mode de Gli Incredibili gareggia al Project Runway.

## Il suono angelico delle risatine di Mike
- Titolo originale: The Angelic Sounds of Mike Giggling
- Diretto da: Tom Sheppard
- Scritto da: Mikey Day, Mike Fasolo, Shelby Fero, Seth Green, Matthew Senreich, Mehar Sethi e Erik Weiner

### Trama
Un albero di cocco pervertito; Screw Head dei GoBots è svitato; una scena del crimine dell'omicidio di Lois Lane; Max Black e Caroline Channing di 2 Broke Girls causano disastri naturali; gli Stone Protectors si esibiscono ad un matrimonio; Katie Hall presenta il suo rapporto su Abigail Adams alla San Dimas High School; una parodia con Batman e Superman; Elliott e E.T. fanno un video reaction in Quando la tua cotta ti risponde!; Doug Goldstein decide il finale dell'ottava stagione.